# Pedro González Blasco
Pedro González Blasco nació en Valdeavellano de Tera (Soria) y falleció en Madrid el 23 de enero de 2013.
Licenciado en Ciencias Físicas, doctor en Ciencias Políticas y Sociología por la Universidad Complutense de Madrid, Máster (MD) y doctor (PhD) en Sociología por la universidad de Yale (USA), diplomado en Filosofía por la Universidad San Dámaso y licenciado en Ciencias Económicas y Empresariales por la Universidad Autónoma de Madrid.
Becario de la American Association of European Studies; de Yale University Studies Fellowship (USA) y del Salzburg Seminar (Austria).
Miembro de la Academia de Ciencias de Nueva York.
Catedrático de las facultades de Ciencias Económicas y Empresariales de la Universidad de Zaragoza, y posteriormente de la Universidad Autónoma de Madrid hasta su jubilación.

## Publicaciones
Sus investigaciones se centran principalmente en las áreas de la I+D, la juventud, la familia, la religión y los valores.
Entre sus publicaciones se encuentran las siguientes: 
- Modern nationalism in old nations as a consequence of earlier state building: the case basque in Spain.

- El investigador científico en España.

- La I+D en la España de los noventa.

- Estudio socio-religioso de la diócesis de Osuna-Soria.

- Análisis de la realidad social. Métodos y técnicas de investigación. Medir en las Ciencias Sociales..

- Juventud vasca.

- La opinión pública ante el voluntariado.

- Analizi socio-económico de la Ricerca Scientifica e técnica.

- Les jeunes dans l'Espagne d'aujourdhui.

- Perfil de las gentes de Soria.

- Juventud española 1984. Francisco Andrés Orizo, Manuel Gómez-Reino Carnota, Pedro González Blasco, Juan J. Linz Storch de Gracia, José Juan Toharia Cortés. Fundación SM y Ediciones SM. ISBN 8417365.

- Jóvenes españoles 94.  Javier Elzo, Francisco Andrés Orizo, Pedro González Blasco, Ana Irene del Valle. Fundación SM y Ediciones SM. ISBN 843484432X.

- Juventud española 1999. Javier Elzo, Francisco Andrés Orizo, Juan González-Anleo, Pedro González Blasco, María Teresa Laespada, Leire Salazar. Fundación SM y Ediciones SM. ISBN 8434868318.

- Jóvenes 2000 y Religión. Juan González-Anleo, Pedro González Blasco, Javier Elzo Imaz, Francisco Carmona Fernández. Fundación SM y Ediciones SM. ISBN 8428818290.

- Jóvenes españoles 2005. Pedro González Blasco (dir.), , Javier Elzo, Juan María González-Anleo Sánchez, José Antonio López Ruiz, Maite Valls Iparraguirre. Fundación SM y Ediciones SM, 2006. ISBN 84-675-0825-6

- Scientific research in Spain.

- An evaluation of the Spanish scientific policy.

- Religiosidad y sociedad en la España de los 90. Pedro González Blasco, Juan González-Anleo. Fundación SM y Ediciones SM. ISBN 8434836459.

- Los españoles ante la ciencia y la tecnología.

- El profesorado en la España actual. Informe sociológico sobre el profesorado no universitario. Pedro González Blasco, Juan González-Anleo. Fundación SM y Ediciones SM. ISBN 8434841460

- Jóvenes relaciones sociales y espacios vivenciales.

- Notas sobre Valdeavellano de Tera.

- Algusn aspects dels jovens balears.

- La religiosidad interior en España.

- Sociedad: presente y futuro. Algunos rasgos y tendencias.

- Síntesis del V informe sociológico sobre la situación social en España.

- El Pilar, cien años de historia 1907-2007.

- Tendencias en la sociedad actual.

- Religión, valores, ritos y creencias. España entre el localismo y la globalidad.

- Radiografía del clero secular español, comparación con la encuesta de 1970.

- Consideraciones sobre la situación de la familia en España, desde una perspectiva europea comparada.

- Matrimonios y parejas jóvenes. España 2009.

- Jóvenes españoles 2010.

- Los quintos de la sierra y otros apuntes. Valdeavellano de Tera (Soria). ISBN 978-84-695-3581-3